# Спасо-Преображенська церква (Спас)
Свято-Преображенська церква, Церква Преображення Господнього, Спаська церква у с. Спас (нині Самбірського району Львівської області) - неіснуюча сакральна споруда кінця ХІІІ століття, що була центральним об'єктом колишнього Свято-Преображенського монастиря, визначна пам'ятка духовно-матеріальної культури доби Руського Королівства. Її спорудження традиційно пов'язують з будівельною діяльністю князя Лева та розвитком традиції східно-християнського монашого життя споглядального типу метою якого був теозис (обоження) людини.

## Розташування

Церква Спаського монастиря на мапі фон Міґа, кінця XVIII століття

Відповідно до даних історичних джерел та непрямих археологічних матеріалів, храм розташовувався на лівому березі потоку Дубень, недалеко від його впадіння у Дністер. На мапі фон Міґа, кінця ХVIII століття, видно схематичне позначення тоді ще існуючого храму над потоком, біля підніжжя Княжої гори (Гори Лева). Відносно точна локалізація церкви стала можливою після розкопок 1978 року, коли, на території школи було відкрито фундаменти деяких споруд монастиря прилеглого до храму монастиря, хоча фундаментів самої Спаської церкви не було знайдено. Розміщення в улоговині по лінії хребта Княжої Гори, може свідчити про зв'язок монастирського комплексу з оборонними будівлями розташованими на її вершині.

## Історія

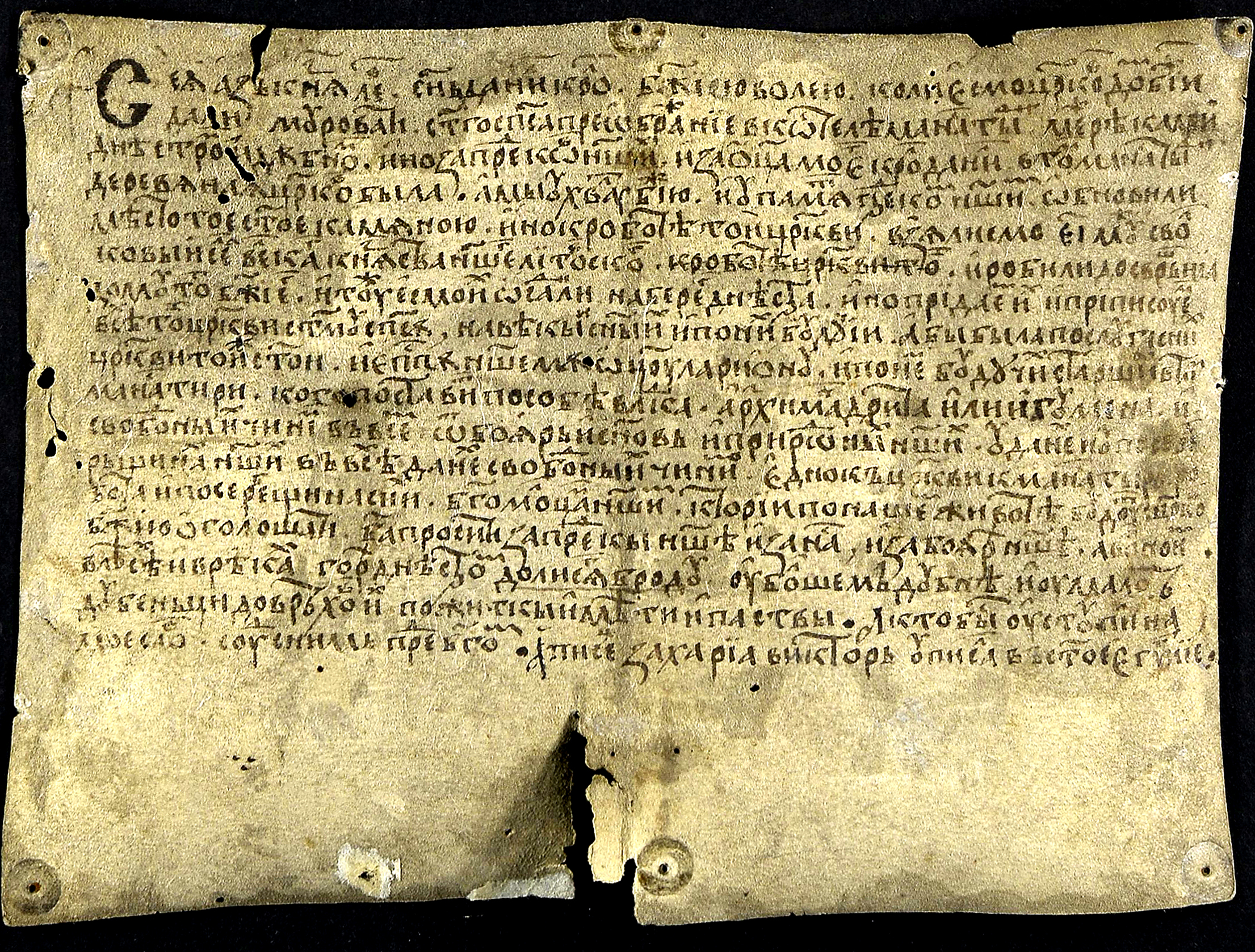
Грамота князя Лева самбірському єпископу Іларіонові із згадкою про будівництво Спаської церкви

Церква згадується у сфальсифікованій грамоті князя Лева, яка датована січнем 1292 року. В ній йдеться про те, що князь, побудував муровану церкву замість старої дерев'яної. Також, перемишльскому єпископу Іларіону для цього надається 15 осіб з села Волковиї (нині Бусовисько) "аби била послуга с них церкви той святой і єпископу нашему Ларіону". Не дивлячись на підробний характер грамоти, вчені погоджуються з тим, що в ній відображені реальня події пов'язані з розбудовою храму, що також підтверджується археологічним матеріалом. Відпровідно до грамоти, будівнича артіль, яка зводила церкву була оселена в с. Вовковия - нині Бусовисько. Хоча, в історичній літературі спорудження храму досить однозначно пов'язують з будівельною діяльністю князя Лева, існують також інші версії, наприклад про ініціативу князя Войшелка, який, як відомо з літопису відрікся від влади та став на шлях монашого життя. І. Мицько вважав, що церква постала після невдалої мандрівки Войшелка на Афон і його повернення на Русь, де він облаштував обитель на зразок афонської.

Спаська церква та монастир згадуються в документі 1422 року, а згодом в контексті тривалого перебування тут перемиських єпископів. 10 жовтня 1786 австрійська влада, в рамках так званої "йосифінської касати" видала розпорядження про знесення храму разом з усіма іншими приміщенням монастиря, проте розпорядженням від 7 січня 1789 наказано призупинити розбирання будинків, тому приміщення церкви ще деякий час стояло і використовувалось як шпихлір. Руйнація церкви почалась у 1816 році. Хоча тодішній перемиський єпископ Михайло Левицький звернувся до імператорського двору з проханням зберегти храм, розпорядження надвірної канцелярії зупинити демонтаж прийшло надто пізно, коли споруда вже була знищена. Монастирська вежа, споруджена разом із церквою ще у княжу добу, остаточно зруйнована в середині ХІХ ст.

## Архітектура
Зовнішній вигляд та архітектура храму описані у двох документах "Ситуації монастиря" (польською мовою) та "Церковному інвентарі" (німецькою мовою), а також обмірний план. Відповідно до цих матеріалів церква являла собою триапсидний, чотиристовпний хрестово-купольний храм, основним матеріалом якого була цегла. Історик І. Мицько вважав, що церква зображена на іконі "Поклоніння волхвів" середини XVI ст. з села Бусовиська. В. Александрович висловлював припущення, що храм зображено на іконі Богородиці 1659 р. з церкви св. Юрія у Дрогобичі. 

Дослідник історії архітектури В. Петрик, на основі збережених обмрів і описів у "Ситуації та "Інвентарі" XVIII ст., здійснив спробу відтворення вигляду церкви. На цей час вона складалась з цілісної брили основного об'єму завершеного наметоподібним дахом та однією банею, притвору та вежею з дзіницею, на першому поверсі якої розташовувавлась каплиця.

Завдяки порівняльному аналізу джерел та висловлених гіпотез про архітектуру храму, львівський вчений Р. Франків здійснив відтворення первісного вигляду Спасо-Преображенської церкви. Враховуючи історичний контекст культурно-духовного життя Галицько-Волинського князівства того часу, позначеного впливом містичної ісихастської духовності, автентична споруда побудована в часи князя Лева, була пов'язана з тогочасною традицією афонської та балканської архітектури, поєднаною з прийомами волинсько-київського цегляного будівництва.

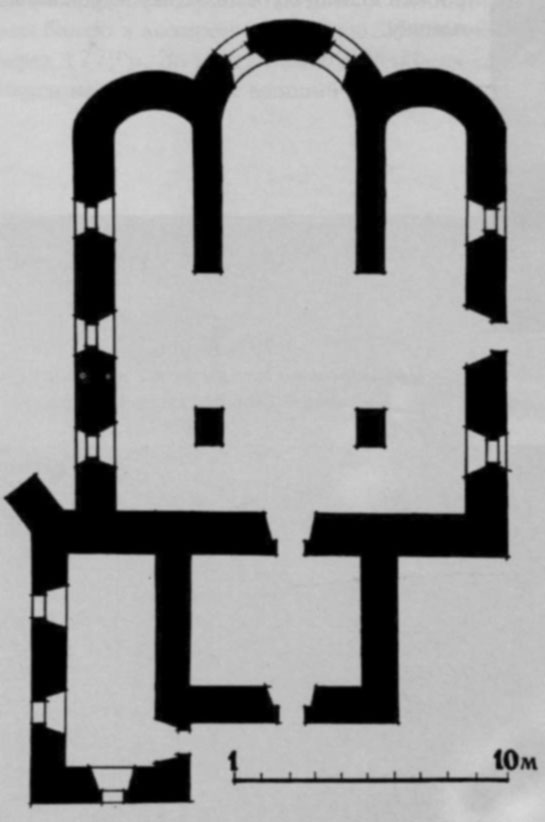
План церкви Преображення Господнього в с. Спас, виконаний Рітнером у 1815 р.
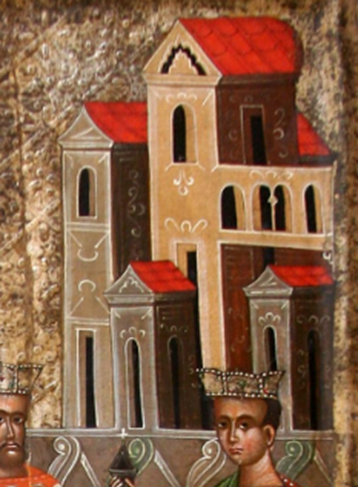
Ймовірне зображення храму на іконі Поклоніння волхвів з с. Бусовисько (за гіпотезою І. Мицька)
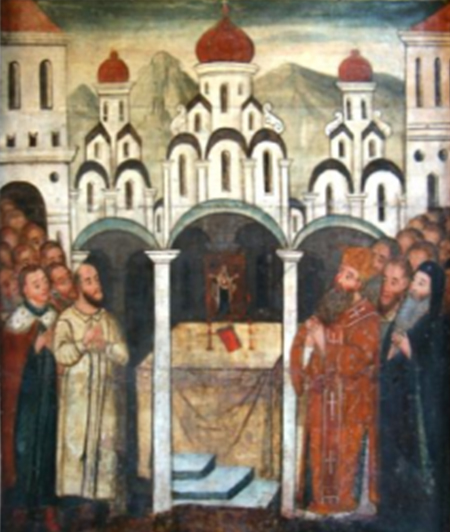
Ймовірне зображення храму на іконі Богородиці із церкви св. Юрія у Дрогобичі (за гіпотезою В. Александровича)